# Mistrzostwa Afryki U-23 w piłce nożnej
Mistrzostwa Afryki U-23 w piłce nożnej (ang. CAF U-23 Championship) – rozgrywki piłkarskie w Afryce organizowane przez CAF i przeznaczone dla młodzieży do 23 lat. 
Zapoczątkowany został w Maroku w 2011 roku. W etapie eliminacyjnym mogą brać udział wszystkie członkowie CAF, a do etapu finałowego kwalifikują się osiem drużyn.

## Finały
| Rok            | Gospodarz |           | Finał       | Finał                    | Finał             |            | Mecz o 3. miejsce | Mecz o 3. miejsce | Mecz o 3. miejsce |
| Rok            | Gospodarz | Zwycięzca | Wynik       | 2. miejsce               | 3. miejsce        | Wynik      | 4. miejsce        |                   |                   |
| 2011 Szczegóły | Maroko    | Gabon     | 2:1         | Maroko                   | Egipt             | 2:0        | Senegal           |                   |                   |
| 2015 Szczegóły | Senegal   | Nigeria   | 2:1         | Algieria                 | Południowa Afryka | 0:0 k. 3:1 | Senegal           |                   |                   |
| 2019 Szczegóły | Egipt     | Egipt     | 2:1 (dogr.) | Wybrzeże Kości Słoniowej | Południowa Afryka | 2:2 k. 6:5 | Gabon             |                   |                   |
| 2023 Szczegóły | Maroko    | Maroko    | 2:1 (dogr.) | Egipt                    | Mali              | 0:0 k. 4:3 | Gwinea            |                   |                   |

## Statystyki
| Lp. | Drużyna                  | Mistrz | Wicemistrz | Lata triumfów |
| --- | ------------------------ | ------ | ---------- | ------------- |
| 1.  | Gabon                    | 1      | 0          | 2011          |
| 2.  | Nigeria                  | 1      | 0          | 2015          |
| 3.  | Egipt                    | 1      | 1          | 2019          |
| 4.  | Maroko                   | 1      | 1          | 2023          |
| 5.  | Algieria                 | 0      | 1          |               |
| 6.  | Wybrzeże Kości Słoniowej | 0      | 1          |               |

* = jako gospodarz